# بنك الاحتياطي الهندي
بنك الاحتياطي الهندي (RBI) هو البنك المركزي الهندي، الذي يتحكم في إصدار وتوريد الروبية الهندية. هو منظم الأنشطة المصرفية كاملة في الهند. يلعب دورًا مهمًا في إستراتيجية التنمية لحكومة الهند.

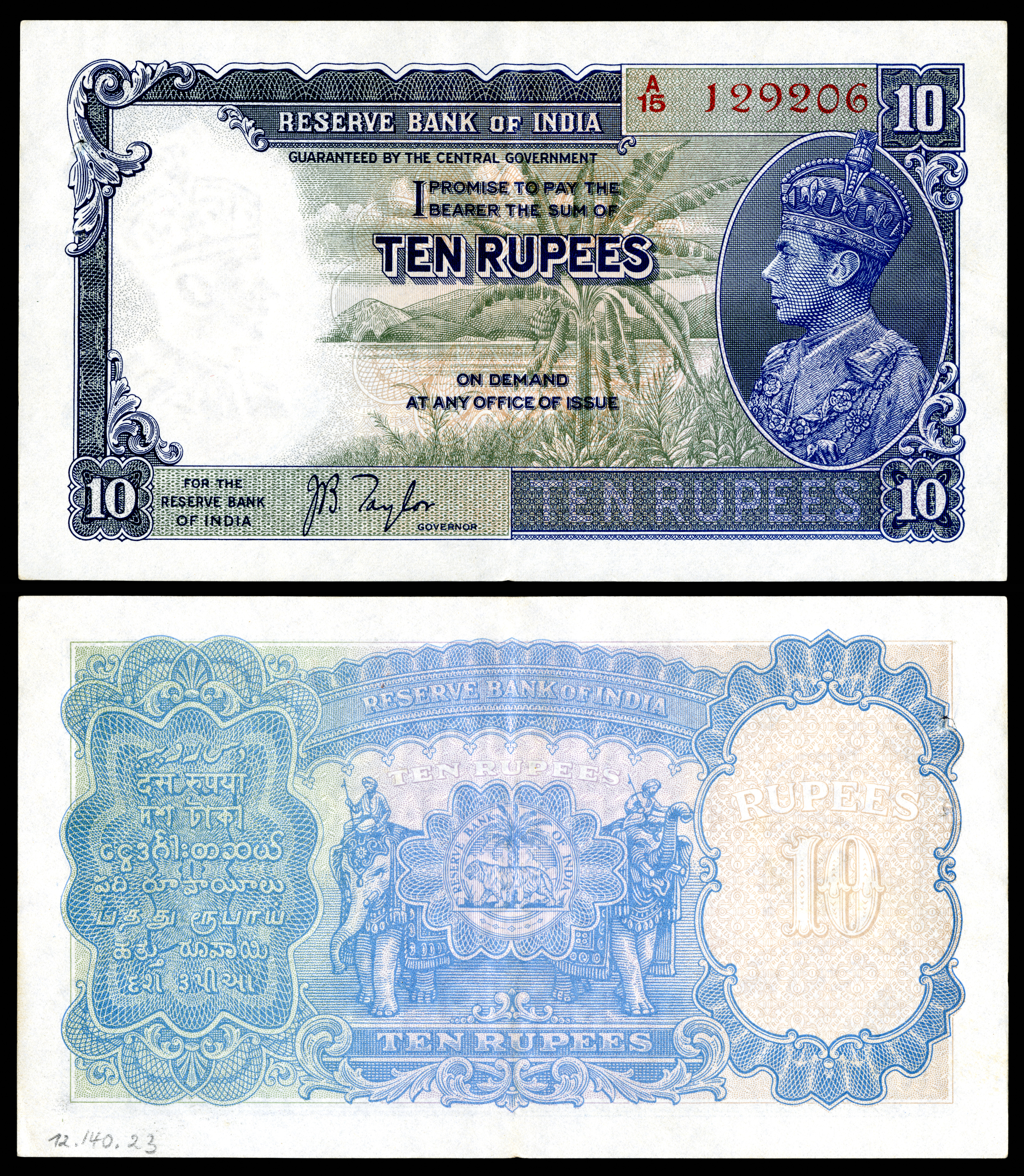
احتياطي بنك الهند - 10 روبية (1938)، السنة الأولى من إصدار الأوراق النقدية.

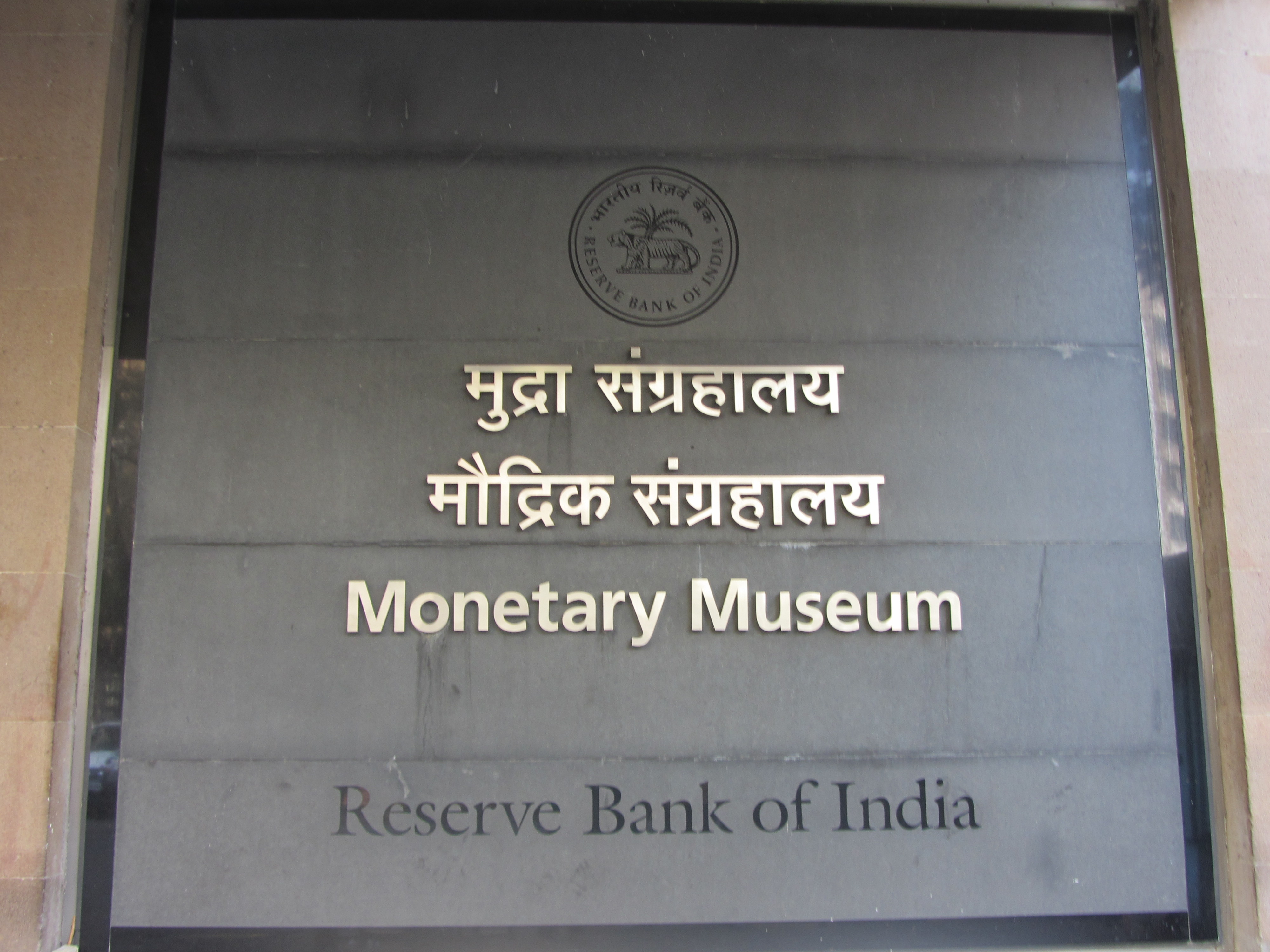
يدير RBI متحفًا نقديًا في مومباي

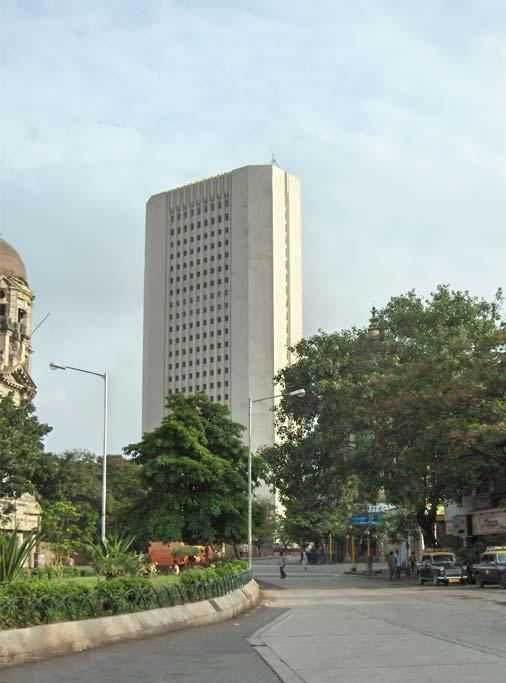
مقر بنك الاحتياطي الهندي في مومباي

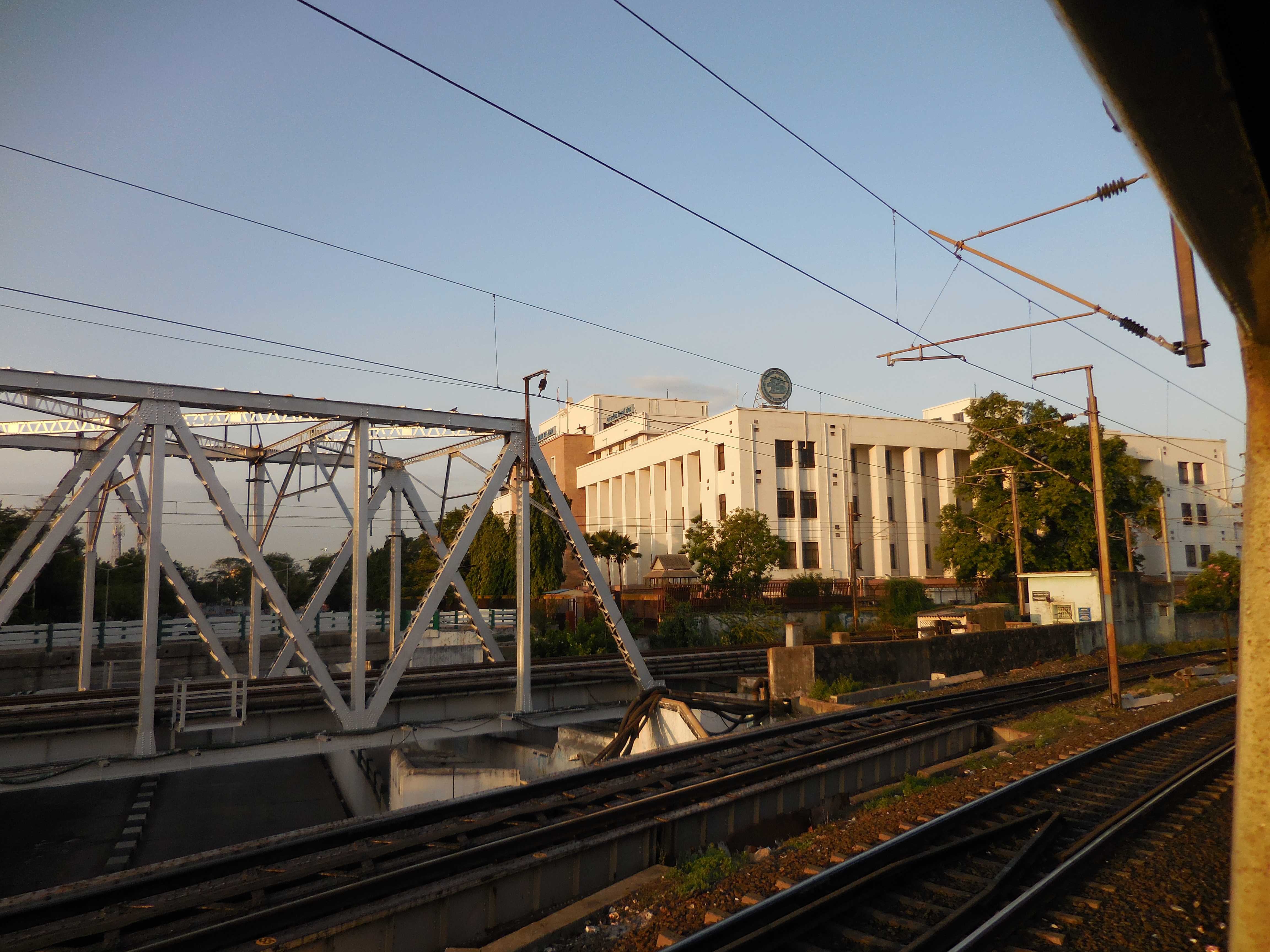
مبنى بنك الاحتياطي كما يظهر من خطوط سكة حديد تشيناي سوبربان

## بنك البنوك

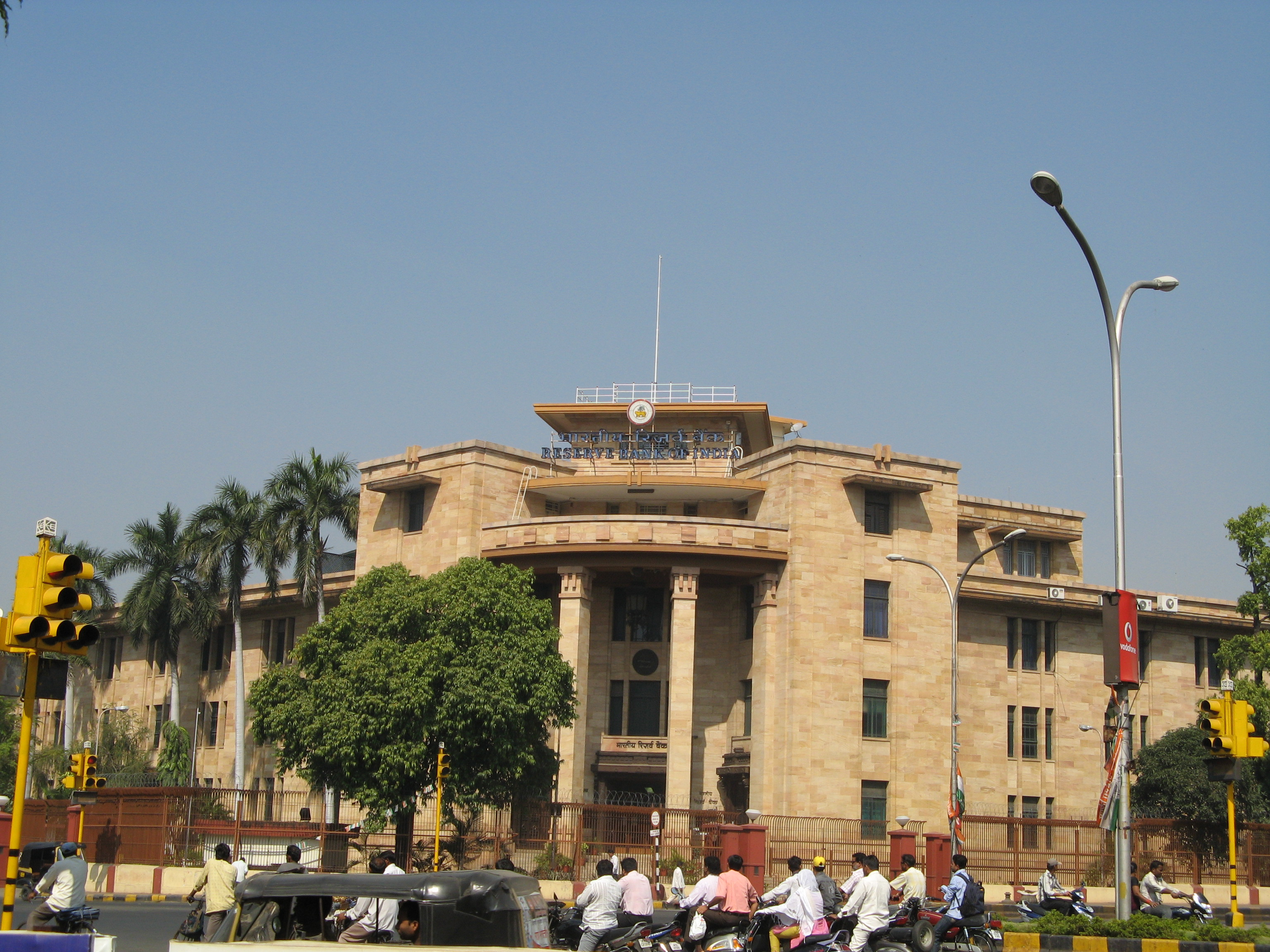
فرع ناجبور يحمل معظم ودائع الذهب في الهند.

## روابط خارجية
- الموقع الرسمي
- أسئلة وأجوبة وإرشادات حول بنك الهند الاحتياطي
- ماذا حدث للتو! تم الرد على جميع أسئلتك حول الملاحظات 500-1000 روبية ، الهند اليوم ، 8 نوفمبر 2016
- وزارة المالية، حكومة الهند